# Гідрогеохімічний вузол
Гідрогеохімічний вузол (рос. гидрогеохимический узел, англ. hydrogeochemic knot, нім. hydrogeochemischer Knoten m (Knotenpunkt m)) — вузол перетину гідрогеохімічних зон різних напрямків. Як правило пов'язаний з вузлом перетину розломів. Становить найбільший інтерес при пошуках корисних копалин.